# الدرعية
الدِّرْعِيَّة هي مدينة عربيَّة في وسط السعودية والعاصمة التاريخية لها. تقع في إقليم عارض اليمامة التاريخي في نجد، وتتبع إدارياً منطقة الرياض وهي عاصمة لـمحافظة الدرعية، فيما تبعد عن العاصمة السعودية الرياض حوالي 20 كلم. يحدها من الشمال محافظة حريملاء، ومن الجنوب محافظة ضرما، ومدينة الرياض، ومن الشرق مدينة الرياض، ومن الغرب حريملاء ومحافظة ضرما.
الدرعية إحدى أكثر مُحافظات المملكة العربية السعودية تقدماً والأسرع تطوراً. تبلغُ مساحتُها نحو (2020 كم²)، ويقطنها 73,668 نسمة، حسب إحصائية الهيئة العامة للإحصاء لعام 2017، وتبلغُ نِسبة السعوديين من إجمالي عددِ السكان في الدرعية نحو 65% فيما يشكلُ غير السعوديين ما نسبته 35%.
تمثل الدرعية رمزاً وطنياً بارزاً في تاريخ المملكة العربية السعودية، فقد ارتبط ذكرها بالدولة السعودية الأولى وكانت عاصمة لها، ولقد شكلت منعطفاً تاريخياً في الجزيرة العربية، بعد أن ناصر محمد بن سعود دعوة التجديد الديني التي نادى بها محمد بن عبد الوهاب عام 1744م، فأصبحت الدرعية قاعدة الدولة ومقر الحكم والعلم، واستمرت كذلك إلى أن اختار تركي بن عبد الله الرياض مقراً جديداً للحكم وذلك عام 1824م.
استمرت الدرعية المدينة الأشهر في جزيرة العرب خلال القرنين الثاني عشر والثالث عشر الهجريين، السابع عشر والثامن عشر الميلاديين، وظلت مشهورة حتى بعد أن ألحقت جيوش الدولة العثمانية التدمير بها وبمحيطها الجغرافي، سنة 1818م. في سنة 2010، أعلنت منظمة الأمم المتحدة للعلوم والتربية والثقافة أن حي الطريف في مدينة الدرعية موقع تراث عالمي.
في 20 ديسمبر 2021 اختارت المنظمة العربية للتربية والثقافة والعلوم (الألكسو) الدرعية عاصمة للثقافة العربية للعام 2030 لتصبح ثاني مدينة سعودية يتم اختيارها بعد الرياض في عام 2000م.

## التسمية
الدِرْعِيّة: - بكسر الدال، وإسكان الراء، وكسر العين، فياء مشددة مكسورة، فهاء - نسبة إلى الدروع، والدروع قبيلة استوطنت وادي حنيفة وحكمت حجر والجزعة، ودعا أحد حكامها «ابن درع» ابن عمه مانع بن ربيعة المريدي، للقدوم من عروض نجد إلى مرابع وادي حنيفة، وسكن القادمون ما بين غصيبة والمليبيد، وبتاريخ قدومهم يؤرخ لتأسيس الدرعية عام 1446م.

## التاريخ

### التاريخ المبكر

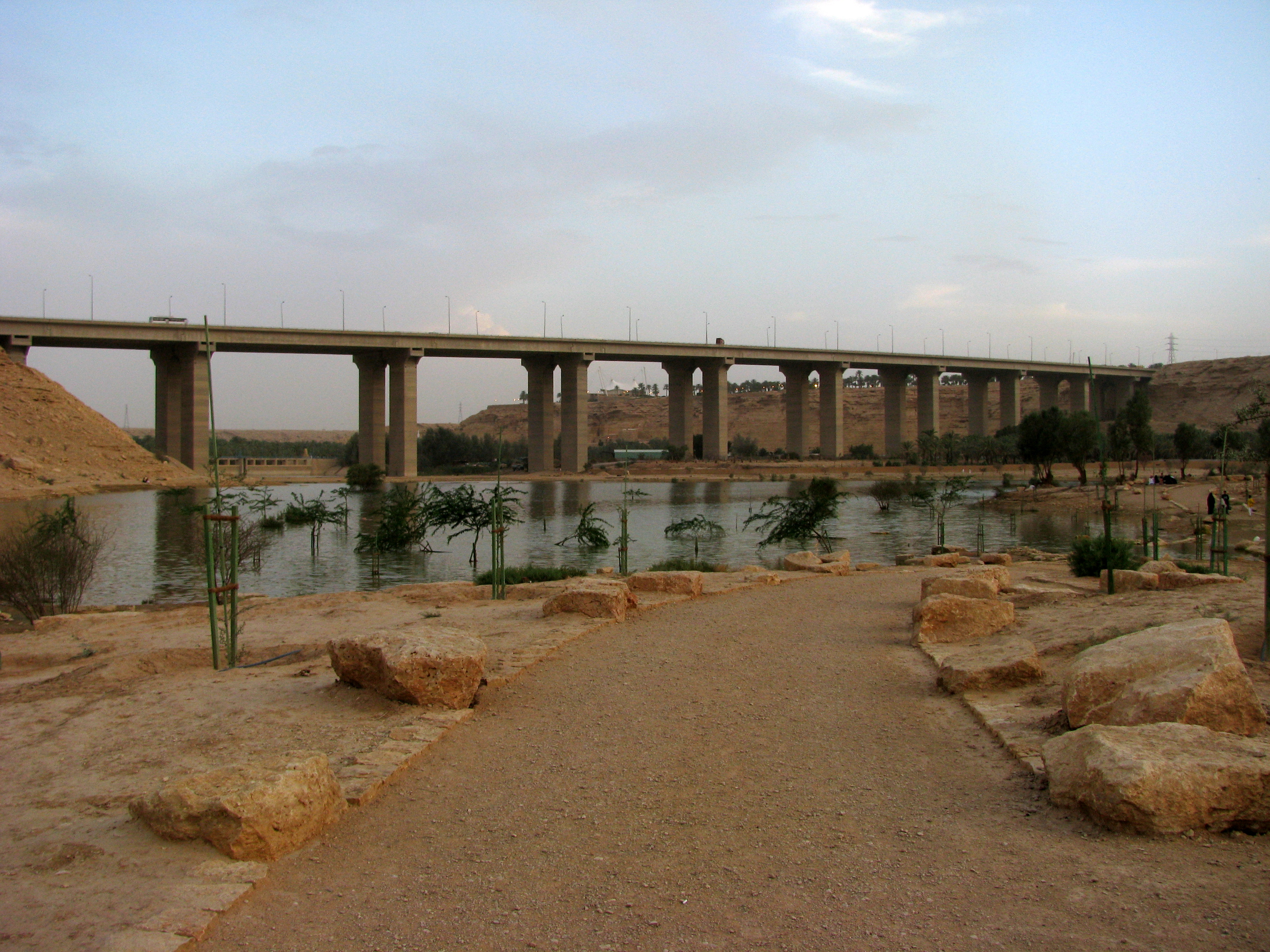
وادي حنيفة الشهير في الدرعية.

ارتحلت قبيلة بني حنيفة من أطرافِ الحجاز وعالية نجد، وسبقهم عبيد بن ثعلبة الحنفي حتى نزل في قارات الحُبل فكان هذا الموضعُ أول ما نزلت به بنو حنيفة، وكان لعبيد راع من زُبيد رأى حَجْر ورأى نخيلها وقصورها فرجع لعبيد وأخبره عنها، فركب عبيد فرسه حتى أتاها فوضع رمحه على الأرض ثم دفع الفرس، فاحتجر على ثلاثين داراً وثلاثين حديقة فسُميت (حَجْرا) وقال في ذلك:
فلما سمِعت بنو حنيفة بعبيد لحقوه وسكنوا في قرى اليمامة. ويقدر أن الوقت الذي نزلت به بنو حنيفة اليمامة أول القرن الخامس الميلادي. من أبرزِ الحوادث التي حصلت لحَجْر في الجاهلية تحريقُها من قبل بني قيس بن ثعلبة
انتقاماً من أرقم بن عُبيد بن ثعلبة الحنفي الذي كان قد حرق ديارهم منفوحة، فحرقوا بنو قيس قريتين من قرى حَجْر الشط والبادية التي سُميت لاحقاً مُحرقة، التي وصفها الأعشى فقال:

### العصر الإسلامي

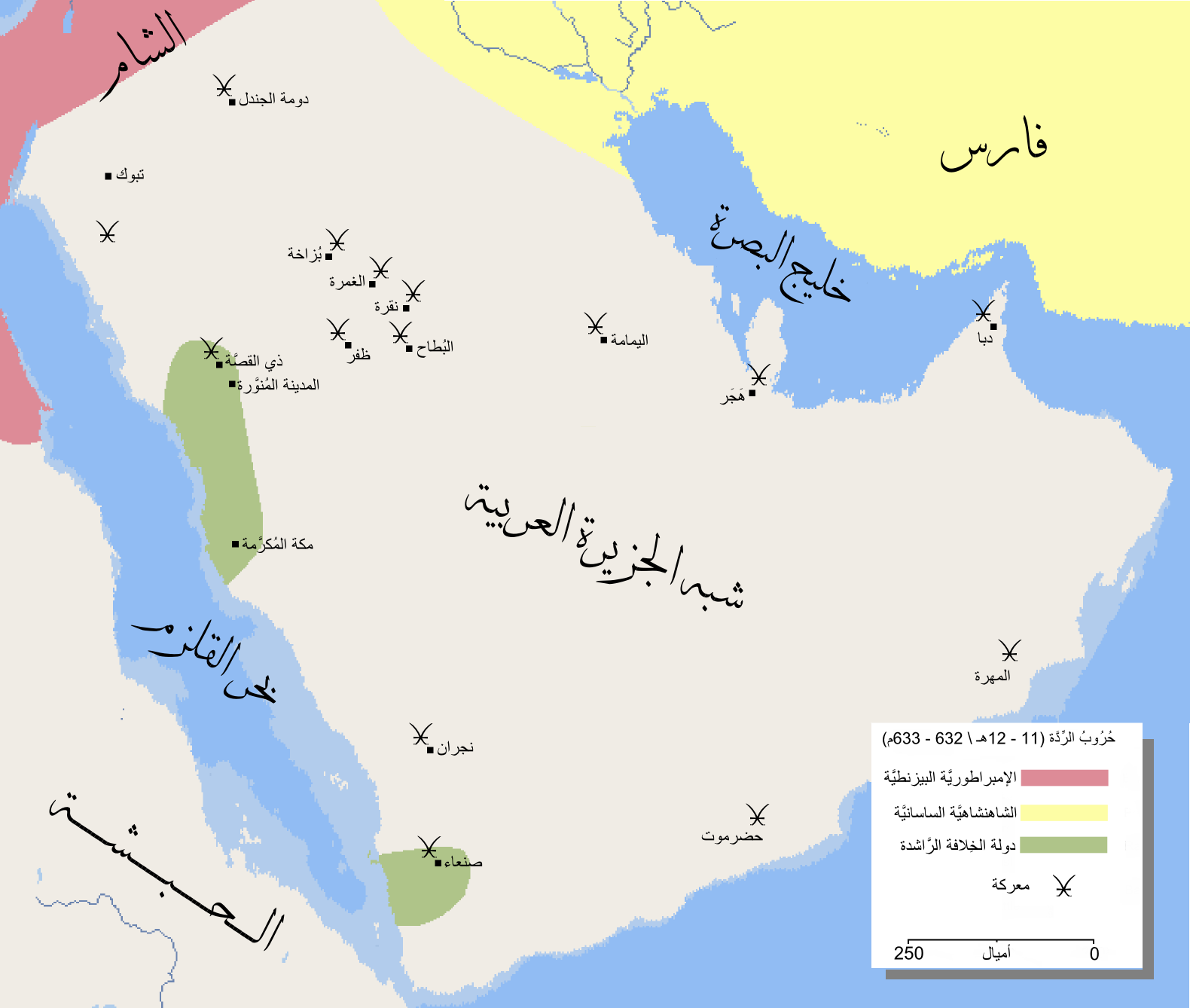
خارطة تظهر أبرز المعارك التي وقعت أثناء حُرُوب الرَّدة، وفيها موقع معركة اليمامة التي وقعت في عقرباء بالقرب من حجر.

بعث الرسولُ محمد سليطَ بن عمرو العامري (رسائل رسول الله) إلى ثمامة بن أثال الحنفي وهوذة بن علي الحنفي مَلكي اليمامة وكان الأول عاصمته حَجْر والثاني عاصمته جو (تقع حالياً في الخرج). خرج ثمامة للعمرة وعندما كان في طريقه أسرته سرية من سرايا الرسول من الصحابة وقد أسلم بعد أن أمضى وقتاً في المدينة وخرج للعمرة فكان أول من اعتمر من المسلمين، وعاد إلى اليمامة، بعدها فرض حصاراً اقتصادياً على مكة إذ منع الحنطة أن تذهب إلى مكة فاشتكت قريش للرسول فأمره أن يطلقها لهم.
وبعد وفاة الرسول أَتْبعت قبيلة بني حنيفة لمسيلمة الكذاب وارتدوا فتركهُم ثمامة ومن معه ممن ثبتوا على إسلامهم للانضمام لجيوش المسلمين لقتال المرتدين (مع العلاء بن الحضرمي). فأرجع خالد بن الوليد من ارتد من بني حنيفة إلى الطاعة مجدداً بعد معركة اليمامة في عقرباء بعد أن خاضوا ضد المسلمين عدة معارك، وولى خالد على اليمامة سمرة بن عمرو العنبري، ووفدوا إلى الخليفة أبي بكر الصديق وجددوا إسلامهم أمامه وتابوا.
استمرت حَجْر كقاعدة لإقليم اليمامة في عهد الدول اللاحقة ولكنها واليمامة فقدتا مكانتهما بعدما اتخذ الأمويون والعباسيون عواصمهم بعيداً عنها. وبعدها حكم الأخيضريون اليمامة، عدة قرون.

### التاريخ الحديث

#### الدولة السعودية الأولى

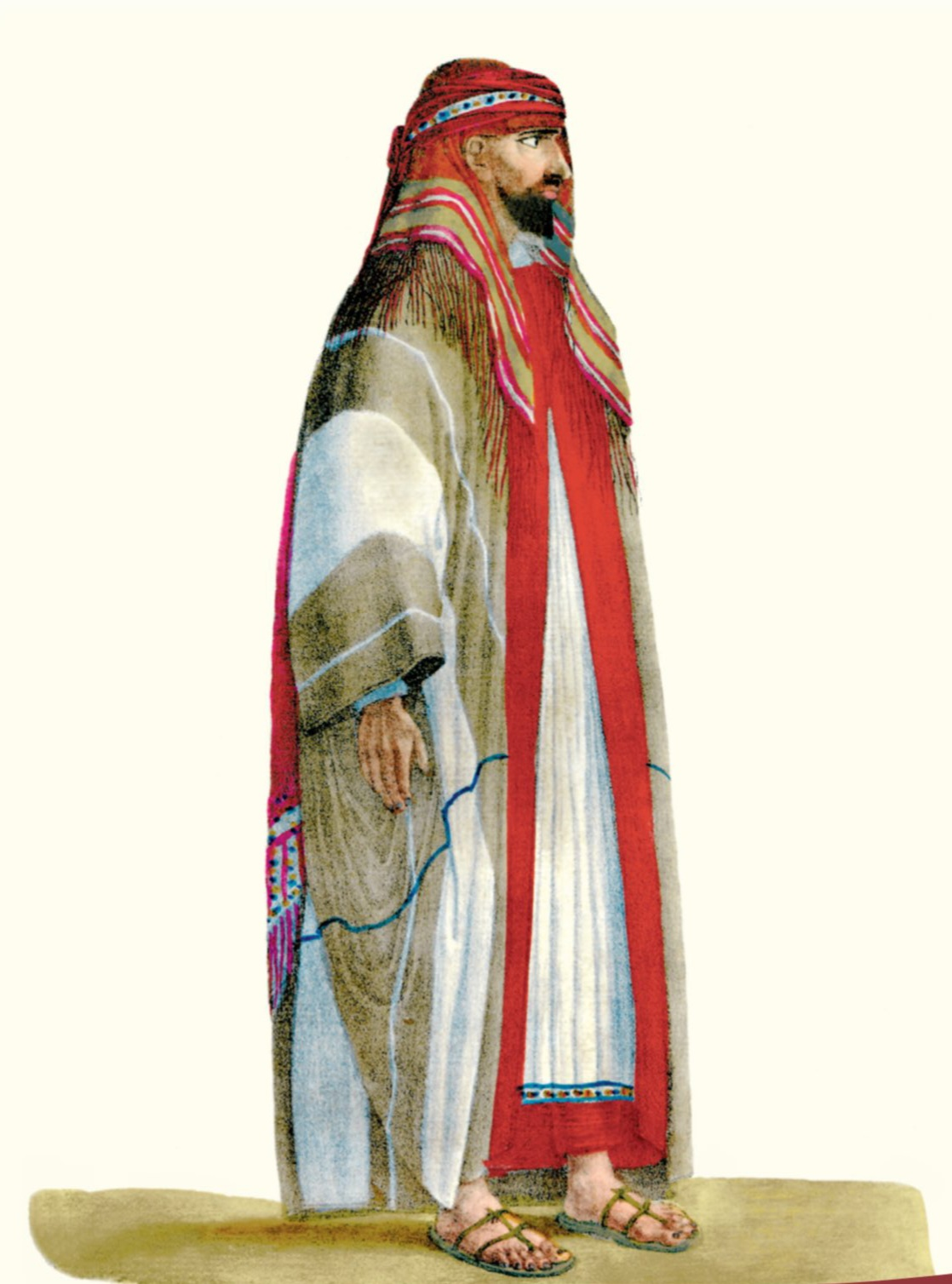
رسم يصور آخر أئمة الدولة السعودية الأولى، عبد الله بن سعود الكبير.

علم الدولة السعودية الأولى (إمارة الدرعية).

قامت الدولة السعودية الأولى في الفترة (1157 هـ - 1233 هـ / 1744 - 1818م)، بعد أن كانت شبه الجزيرة العربية في أوائل القرن الثاني عشر الهجري الموافق للثامن عشر الميلادي تعيش حالة من التفكك وانعدام الأمن مما أوجد حالة من الفوضى وعدم الاستقرار السياسي والاجتماعي، إضافة إلى انتشار البدع والخرافات، فمهَّد هذا الأمر لعمل تحالف بين أمير الدرعية محمد بن سعود وبين محمد بن عبد الوهاب. كان محمد بن سعود قد تولى إمارة الدرعية في 1139 هـ / 1727م، بعد مقتل أميرها زيد بن مرخان بن وطبان، وأسس إمارة أصبحت فيما بعد انطلاقة لتأسيس الدولة السعودية الأولى. يرى البعض أن محمد بن عبد الوهاب عمل على تصحيح العقيدة وتطبيق الشريعة الإسلامية وتحقيق التوحيد، بينما يرى آخرون أن ضعف الرابطة القبلية في نجد حينها وظهور ممالك المدينة المستقلة الصغيرة كانت دافع محمد بن عبد الوهاب لنشر دعوته بغية توحيد هذه المناطق وإخراجها من حالة التدهور السياسي والاجتماعي وليس انتشار الشرك.
بدأ محمد بن سعود بدعوة القبائل البدوية القريبة واستطاع من خلال الغارات المتواصلة إخضاع عدد من تلك القبائل. وتوفي محمد بن سعود بعد عام واحد وتولى ابنه عبد العزيز قيادة الجيش، وقد استطاع ضم الرياض بعد سبعة وعشرين عامًا من الاقتتال، وأخضع الأحساء والبريمي إلى دولته، ووصل إلى كربلاء، كما استولى على ولايات الساحل المتصالح، وقد خاض عدة معارك مع شريف مكة الذي اضطر إلى عقد معاهدة سلام مع بن سعود عام 1798م / 1213 هـ بعد هزيمته، إلا أن ابن سعود نقض العهد عام 1801م / 1216 هـ وسيطر على الطائف ومكة وجدة إلى أن تم اغتياله عام 1803م / 1218 هـ.
لاحقًا تمكن ابنه سعود الكبير من إخضاع المدينة المنورة الذي هدم عددًا كبيرًا من الأضرحة مشيًا على تعاليم محمد بن عبد الوهاب الذي توفي عام 1792م / 1206 هـ، فاضطرب موسم الحج في تلك الفترة مما حدا بمحمد علي باشا إلى التدخل وإرسال ابنه طوسون باشا الذي نزل ينبع وتوجه منها صوب المدينة وفي منتصف الطريق هُزم في معركة وادي الصفراء في 1812م / 1227 هـ، مما أجبره على التراجع والعودة إلى ينبع طلبا للتعزيزات من والده، ثم عاد ليخرج قوات سعود الكبير من مكة والمدينة في نفس العام، وبعدها أرسل محمد على باشا ابنه إبراهيم باشا كقائد للحملة المصرية ضد آل سعود، وخاض عدة معارك في نجد في الفترة ما بين 1816م / 1231 هـ و1819م / 1232 هـ. إلا إن عائلة آل سعود لم تنته، وتولى عبد الله بن سعود الكبير القيادة في وضع حَرِج، ودخل في معارك مع قوات إبراهيم محمد علي باشا الذي خلف طوسون وكانت أوامر محمد علي باشا بتدمير مركز بن سعود، وكانت المسافة بين المدينة والدرعية قرابة 650 كم من الصحراء، فأراد عبد الله بن سعود استغلال الجغرافيا الصعبة لصالحه، فوزّع جيشه على شكل وحدات صغيرة في قرى نجد أملاً في تجاوز الهوة العددية بينه وبين قوات إبراهيم باشا، لكن إبراهيم باشا فَطِن لذلك وقام بتدمير وتسوية كل القرى النجدية التي أبدت مقاومة لقواته بالأرض إلى أن وصل عام 1818م / 1233 هـ إلى الدرعية وقام بهدم أسوارها، وعمل على أسر عبد الله بن سعود وعدد كبير من عائلته وأنصاره بعد حصار دام ستة أشهر، ليتم بعد ذلك إعدامه في ميدان عام في الأستانة، وبذلك انتهت الدولة السعودية الأولى.
بدأ الشيخ «محمد بن عبد الوهاب» دعوته في الدرعية بعد اتفاقه مع الأمير «محمد بن سعود»، الذي عُرف تاريخياً باتفاق الدرعية عام (1157هـ/1744م)، كما قام الأمير «محمد بن سعود» بالتركيز على استتباب الأمن ونشر الدعوة الإصلاحية داخل الدرعية. وقد بقي الشيخ عامين يدعو الناس فيها إلى التوحيد الخالص، فقام بمراسلة العلماء والأمراء يدعوهم فيها لقبول دعوته الإصلاحية، والانضمام إلى الأمير «محمد بن سعود»، وابتدأ بأهل نجد فكاتب علماءها وأمراءها، وكاتب علماء الأحساء وعلماء الحرمين الشريفين، وكذلك كاتب العلماء من خارج الجزيرة، علماء مصر والشام والعراق والهند واليمن.
وكان نتيجة ذلك أن انضم الكثير ممن صدقوا دعوته، وكان على رأس البلدان التي أعلنت ولاءها بلدة العُيينة، وحريملاء، وبلدة منفوحة، وبلدان العارض مثل العمارية، والقويعية، وشقراء، والحوطة، والمحمل، وثادق، والقصب، والفرعة، وثرمداء.
ولكن بعد إعلان تلك البلدان الطاعة والولاء لآل سعود، حدث أن انكرت بعضها مواثيقها مع الدرعية، وأعلن بعضها الثورة ضدها، الأمر الذي دعى أمير الدرعية لمجابهة كل بلد على حدة حتى تمكنت من إعادتهم جميعاً إلى طاعتها.

#### الدولة السعودية الثانية

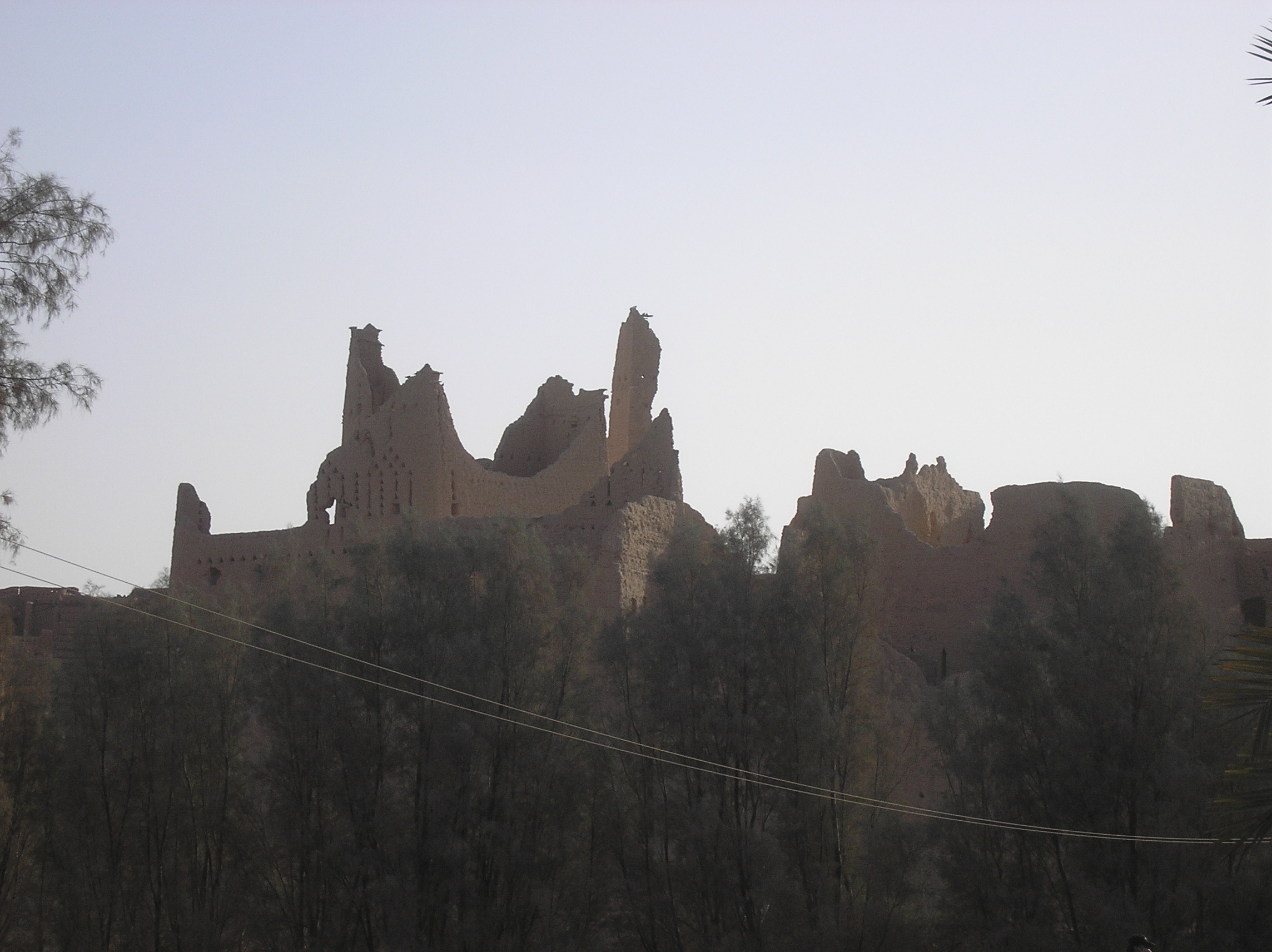
أطلال بعض القلاع الخاربة.

في شهر مايو سنة 1818 الموافق 1233 هـ غادر إبراهيم باشا نجدًا بأمر من والده محمد علي. وقد جرت محاولات لإعادة بناء دولة نجدية أولاها محاولة محمد بن مشاري آل معمر والذي أعاد إعمار الدرعية وانتقل إليها، لكنه لم يستمر طويلاً حيث استطاع مشاري بن الإمام سعود العودة إلى الدرعية بعد الفرار من السجن، وحاول ابن معمر محاربته ولم يستطع فبايع لمشاري ثم أهل سدير والمحمل وحريملاء وأهل الدرعية والكثير من أهل الوشم. بعد ذلك عاد بعض أفراد آل سعود الهاربين وأمر مشاري بالغزو وحارب أهل السلمية واستولى عليها وعلى اليمامة، ثم ذهب إلى الدلم حيث بايعه صاحبها ثم عاد إلى الدرعية.

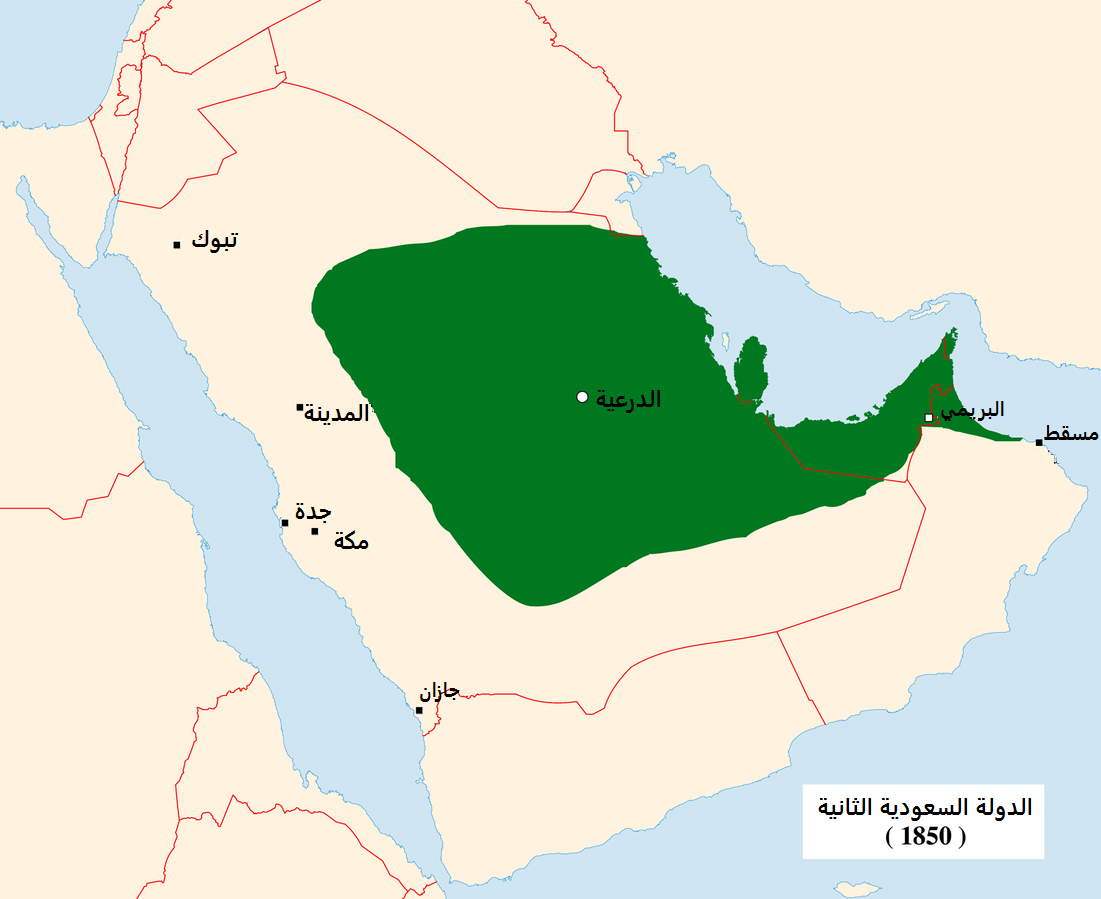
الدولة السعودية الثانية في أقصى توسع لها.

بعد ازدياد قوة مشاري تم إبلاغ السلطان العثماني بذلك، وانتقل ابن معمر إلى سدوس ليحشد ضد مشاري، فقام لاحقًا بتحريك جيشه إلى الدرعية والقبض على مشاري. ثم تحرك إلى الرياض للقبض على تركي بن عبد الله الذي استطاع الهرب ثم مباغتة قوات ابن معمر في ضرما، ومنها اتجه إلى الدرعية فقبض عليه وأخذه إلى الرياض حيث حبسه مع ابنه للضغط على عشيرته في سدوس ليعيدوا مشاري، وكانوا قد سلموه إلى الترك، فأمر تركي بقتلهما. لكن تركي لم يستطع البقاء في الرياض لعودة القوات المصرية إليها فهرب مرة أخرى.
بعد خروج القوات المصرية عاد تركي إلى عرقة، ثم انضم إليه أمير الوشم ثم سويد صاحب جلاجل ومن معه، وأعلن تركي الحرب وإخراج من تبقى من الترك من الرياض لكن سويد انسحب، وحاصر الأتراك تركي في عرقة ولكنهم اضطروا للانسحاب. بعد ذلك قام تركي بمهاجمة ضرما والاستيلاء عليها. ثم كاتب أهل سدير فبايعوه ثم بايعه أهل جلاجل والزلفي ومنيخ والغاط ثم أهل حريملاء. بعد ذلك قرر تركي طرد الحامية التركية الوحيدة المتبقية في الرياض ولكنه لم يستطع لمعاونة فيصل الدويش لهم، وعندما انسحب الدويش حاصر تركي الرياض مرة أخرى فاستسلمت الحامية العسكرية وغادرت. بعد ذلك اختار تركي الرياض عاصمة له وأعاد بناء أسوارها وبناء جامعها.

#### الدولة السعودية الثالثة
في 5 شوال 1319 هـ الموافق 14 يناير 1902م بايع أهل الدرعية الملك عبد العزيز بن سعود، وشارك منهم 6 رجال من أصل 60 في دخول مدينة الرياض. تأسست إمارة الدرعية في عهد الملك عبد العزيز ثم تحولت إلى محافظة بعد صدور نظام المناطق عام 1412 هـ وأضيف إليها، المراكز الآتية: مركز العيينة والجبيلة، مركز العمارية، مركز سلطانة، مركز سدوس، مركز حزوى، ومركز بوضة. وأصبحت الدرعية اليوم واحدة من أسرع مدن المملكة في النمو والازدهار وتحقيق مستوى عال من التطور في شتى المجالات.

### أمراء الدرعية المعاصرين
| الأمير                                   | مدة إمارته                                                   |
| ---------------------------------------- | ------------------------------------------------------------ |
| محمد بن عبد الرحمن المسيند               | 1319- 1362هـ                                                 |
| عبد الرحمن بن محمد بن ناصر المبارك       | (لمدة 10 سنوات تقريبًا)                                       |
| محمد بن ناصر بن سالم                     | الفترة الأولى (لمدة 5 سنوات)، الفترة الثانية حتى عام 1379هـ. |
| عبد العزيز بن سعد بن مدعوج               | 1380هـ (لمدة سبع سنوات)                                      |
| محمد الباهلي                             | 1384-1419هـ                                                  |
| عبد الرحمن بن ناصر بن عبد العزيز آل سعود | 1420-1422هـ                                                  |
| أحمد بن عبد الله بن عبد الرحمن آل سعود   | 1422هـ                                                       |

## الجغرافيا
تقع محافظة الدرعية على خط طول 34' 46° شرقاً وخط عرض 45' 24° شمالاً، وتتبع إدارياً منطقة الرياض. ويحدها شمالاً محافظة حريملاء بمسافة 75 كم، وجنوباً محافظة ضرما بمسافة 70 كم، وتتوزع مساكنها على ضفاف وادي حنيفة وروافده ما بين غصيبة في الشمال والمليبيد في الجنوب، ويلفها سورها القديم بتحصيناته وأبراجه الطينية.

### المناخ
مناخ الدرعية مناخ صحراوي شديد الحرارة في الصيف بارد في الشتاء، متوسط ارتفاع في درجة الحرارة في شهر يوليو هو 42.6 درجة مئوية. المناخ العام قاحل، ويتسم بعدم انتظام الأمطار طوال العام وخاصة في فصل الصيف وتكثر في شهور الربيع مارس وأبريل ومايو وشهور الشتاء ديسمبر ويناير وفبراير. وتتعرض الدرعية بكثرة للعواصف الترابية (الغبار).
| البيانات المناخية لـالدرعية       | البيانات المناخية لـالدرعية | البيانات المناخية لـالدرعية | البيانات المناخية لـالدرعية | البيانات المناخية لـالدرعية | البيانات المناخية لـالدرعية | البيانات المناخية لـالدرعية | البيانات المناخية لـالدرعية | البيانات المناخية لـالدرعية | البيانات المناخية لـالدرعية | البيانات المناخية لـالدرعية | البيانات المناخية لـالدرعية | البيانات المناخية لـالدرعية | البيانات المناخية لـالدرعية |
| الشهر                             | يناير                       | فبراير                      | مارس                        | أبريل                       | مايو                        | يونيو                       | يوليو                       | أغسطس                       | سبتمبر                      | أكتوبر                      | نوفمبر                      | ديسمبر                      | المعدل السنوي               |
| --------------------------------- | --------------------------- | --------------------------- | --------------------------- | --------------------------- | --------------------------- | --------------------------- | --------------------------- | --------------------------- | --------------------------- | --------------------------- | --------------------------- | --------------------------- | --------------------------- |
| الدرجة القصوى °م (°ف)             | 31.5 (88.7)                 | 34.8 (94.6)                 | 38.0 (100.4)                | 42.0 (107.6)                | 45.1 (113.2)                | 49.0 (120.2)                | 52.0 (125.6)                | 49.8 (121.6)                | 44.5 (112.1)                | 41.0 (105.8)                | 36.0 (96.8)                 | 31.0 (87.8)                 | 52.0 (125.6)                |
| متوسط درجة الحرارة الكبرى °م (°ف) | 20.2 (68.4)                 | 23.0 (73.4)                 | 27.3 (81.1)                 | 33.3 (91.9)                 | 39.1 (102.4)                | 42.4 (108.3)                | 43.5 (110.3)                | 43.2 (109.8)                | 40.3 (104.5)                | 35.0 (95.0)                 | 27.7 (81.9)                 | 22.0 (71.6)                 | 33.1 (91.6)                 |
| المتوسط اليومي °م (°ف)            | 14.4 (57.9)                 | 16.9 (62.4)                 | 21.1 (70.0)                 | 26.8 (80.2)                 | 32.7 (90.9)                 | 35.4 (95.7)                 | 36.6 (97.9)                 | 36.3 (97.3)                 | 33.2 (91.8)                 | 28.1 (82.6)                 | 21.4 (70.5)                 | 16.1 (61.0)                 | 26.6 (79.9)                 |
| متوسط درجة الحرارة الصغرى °م (°ف) | 9.0 (48.2)                  | 11.0 (51.8)                 | 15.0 (59.0)                 | 20.3 (68.5)                 | 25.7 (78.3)                 | 27.6 (81.7)                 | 29.1 (84.4)                 | 28.8 (83.8)                 | 25.7 (78.3)                 | 20.9 (69.6)                 | 15.4 (59.7)                 | 10.6 (51.1)                 | 19.9 (67.9)                 |
| أدنى درجة حرارة °م (°ف)           | −0.5 (31.1)                 | 0.5 (32.9)                  | 4.5 (40.1)                  | 11.0 (51.8)                 | 18.0 (64.4)                 | 16.0 (60.8)                 | 23.6 (74.5)                 | 22.7 (72.9)                 | 16.1 (61.0)                 | 13.0 (55.4)                 | 7.0 (44.6)                  | 1.4 (34.5)                  | −0.5 (31.1)                 |
| معدل هطول الأمطار مم (إنش)        | 11.7 (0.46)                 | 8.5 (0.33)                  | 24.7 (0.97)                 | 22.3 (0.88)                 | 4.6 (0.18)                  | 0.0 (0.0)                   | 0.0 (0.0)                   | 0.2 (0.01)                  | 0.0 (0.0)                   | 1.7 (0.07)                  | 7.9 (0.31)                  | 13.0 (0.51)                 | 94.6 (3.72)                 |
| متوسط أيام هطول الأمطار           | 5.8                         | 4.8                         | 9.8                         | 10.0                        | 3.5                         | 0.0                         | 0.2                         | 0.2                         | 0.0                         | 1.2                         | 3.4                         | 6.3                         | 45.2                        |
| متوسط الرطوبة النسبية (%)         | 47                          | 38                          | 34                          | 28                          | 17                          | 11                          | 10                          | 12                          | 14                          | 21                          | 36                          | 47                          | 26                          |
| المصدر:                           |                             |                             |                             |                             |                             |                             |                             |                             |                             |                             |                             |                             |                             |

### التقسيم الإداري
تنقسم الدرعية إدارياً إلى 6 مراكز إدارية كالآتي:
1. مركز العيينة والجبيلة: تقع العيينة في شمال غرب الدرعية على مسافة 30 كيلاً، وتقع الجبيلة في شرق الدرعية على مسافة 7 كيلو متر. بها من الدوائر الحكومية: دفاع مدني، فرع زراعي، محكمة، كتابة عدل، بلدية، مركز هيئة، شرطة، مكتب بريد، ومكتبة عامة. ويقطنها 24931 نسمة.
2. مركز العمارية: تقع العمارية في شمال الدرعية على مسافة 25 كيلاً، ويقطنها 2145 نسمة.
3. مركز سلطانة: تقع شمال الدرعية على مسافة 35 كيلو، ويقطنها 1331 نسمة.
4. مركز سدوس: تقع في شمال غرب الدرعية على مسافة 53 كيلاً، ويقطنها 926 نسمة.
5. مركز حزوى: تقع في شمال غرب الدرعية على مسافة 60 كيلاً، ويقطنها 137 نسمة.
6. مركز بوضة (هجرة المفاقيع): تقع في شمال غرب الدرعية على مسافة 38 كيلاً، ويقطنها 443 نسمة.

## المعالم

### حي المليبيد
حي المُلَيْبِيْد يقع في الجهة المقابلة لمصب وادي صفار بوادي حنيفة وذلك في أسفل الدرعية من جهة الجنوب باتجاه عرقة. كان حي المليبيد أحد الموضعين اللذين أقطعهما ابن درع لابن عمه مانع المريدي عند قدومه من شرق شبه الجزيرة العربية، وكان ابن درع يسكن في حجر اليمامة (مدينة الرياض اليوم)، وقد ساهمت عملية إقطاع الحي في تقوية ابن درع في الدرعية ضد خصومته بأبناء عمومته عندما يكونوا مجاورين له.

### حي غصيبة
يعد حي الغصيبة توأم حي المليبيد؛ لأنه الموضع الثاني الذي تم اقتطاعه لمانع المريدي عندما قدم إلى الدرعية في منتصف القرن التاسع الهجري يقع حي غصيبة في أعلى وادي صفار على بعد 3 كم شمال حي المليبيد، ويتميز حي غصيبة بموقعه الاستراتيجي الحصين؛ إذ يقع على رأس جبل فيما يشبه رأس مثلث. يطل رأس هذا المثلث من جهة الجنوب على التقاء شعيب قليقل في وادي حنيفة ثم يأخذ في التوسع عند الاتجاه إلى الشمال نحو ظهرة ناظرة.

### حي الطريف
يعتبر حي الطريف التاريخي من أهم معالم الدرعية الأثرية، لاحتضانه أهم المباني الأثرية والقصور والمعالم التاريخية، حيث ضم معظم المباني الإدارية في عهد الدولة السعودية الأولي، كقصر سلوى الذي تم إنشاؤه أواخر القرن الثاني عشر الهجري، وكانت تدار منه شؤون الدولة السعودية الأولى، وكذلك جامع الأمام محمد بن سعود، وقصر سعد بن سعود، وقصر ناصر بن سعود، وقصر الضيافة التقليدي الذي يحتوي على حمام طريف، ويحيط بحي الطريف سور كبير وأبراج كانت تستخدم لأغراض المراقبة والدفاع عن المدينة.
تمت موافقة لجنة التراث العالمي على تسجيل حي الطريف في الدرعية التاريخية في قائمة التراث العالمي التابعة لليونسكو، وذلك خلال اجتماع لجنة التراث العالمي باليونسكو في دورته الرابعة والثلاثين المنعقد في مدينة برازيليا بالبرازيل في 29 يوليو 2010م. ليصبح الحي الموقع السعودي الثاني الذي يتم تسجيله في قائمة التراث العالمي بعد اعتماد تسجيل موقع الحجر (مدائن صالح). وهما موقعان ضمن المواقع الثلاثة التي صدرت الموافقة الملكية عام 1427 هـ.

### حي البجيري
استقر فيه الشيخ محمد بن عبد الوهاب وبنى له الإمام محمد بن سعود ولتلاميذه مسجداً كبيراً وأماكن لإقامتهم، ولهذا فهو يُعد من أهم مراكز العلوم الدينية في الجزيرة العربية، ويتَّسم بقيمته الثقافية وموقعه الإستراتيجي، إذ يقع على الجهة الشرقية لوادي حنيفة، مقابلاً حي الطريف، وتتوسطه ساحة كبيرة تزدهر بالحياة الصاخبة، تنتشر على أطرافها عدد من المحال التجارية المبنية على نسق حديث، كون الممرات رُصفت بالحجر الطبيعي. يتوسط حي البجيري جسر «محمد بن عبد الوهاب» المخصص للمشاة، الذي ينقل الزوار إلى الضفة الغربية من وادي حنيفة، والذي تتربع على سفحه الدرعية التاريخية، وشواهد أطلال قصر سلوى، وصولا إلى الحي التاريخي الذي يشمل 12 قصراً، وبيت المال، ومتحف الخيول العربية الأصيلة. ويضم الآن مساجد ومباني تراثية وحدائق وساحات بمطاعم ومحلات.

### حي سمحان

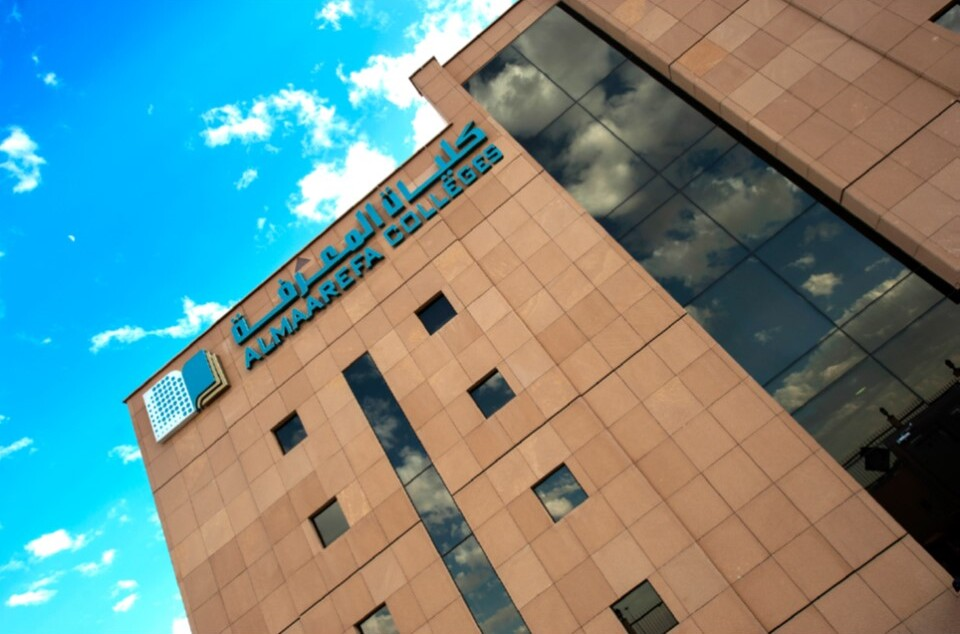
مدخل جامعة المعرفة.

يتشكل حي سمحان من عدد من المباني الطينية التراثية، يقدر عددها (36) مبنى ذات طابق أو طابقين، ويعتبر من أهم المعالم التاريخية والسياحية الشهيرة التي تجذب لها السياح.

### متنزَّه الدرعية (وادي حنيفة)
يمثِّل المتنزَّه عنصر ربط بين حي الطريف وحي البجيري، ومتنفسَّاً ترفيهيَّاً لزوَّار الدرعية التاريخية. فمن خلال التكوينات الصخرية المنحدرة باتجاه الوادي، والغطاء النباتي مع عناصره المائية، بالإضافة للطرق والممرَّات، يوفِّر المتنزَّه بيئة مثالية للاستجمام.
كما أنَّ تداخل المتنزَّه مع ساحة البجيري يمنح المتنزِّهين والزوَّار خدمات متكاملة تثري تجربة التنزُّه، والتي تزداد متعتها بمشاهدة عرض الصوت الضوء على مباني الطريف في الأمسيات.

## الآثار
اهتمت المملكة العربية السعودية بالآثار؛ كونها أحد الشواهد التاريخية الهامة، فأسست إدارة الآثار والمتاحف التي أصبح لها وكالة وزارة مساعدة والتي كانت تتبع وزارة المعارف (وزارة التعليم السعودية اليوم)، واهتمت هذه الجهة بآثار الدرعية وتبنت مشروع تسجيل وترميم مدينة الدرعية القديمة الهادف إلى إعادة المدينة القديمة بكل مظاهرها وخاصة المعمارية منها سواء المدنية أو العسكرية مثل: القصور الضخمة والمساجد والأسواق التجارية، والتحصينات الحربية كالقلاع والأبراج والأسوار. وقد صدر أمر الجهات المختصة عام 1393هـ/1973م بالموافقة على تطوير الدرعية، وكانت أولى الخطوات التنفيذية للمشروع نزع الملكيات الخاصة الموجودة ضمن مساحة المشروع وتم إعطاء أصحابها التعويض المناسب، ثم تلى ذلك دراسات تمهيدية من أجل البدء في الترميم، فتم تسجيل عدد من العناصر المعمارية مثل: قصر ناصر بن سعود، كما رفعت الأنقاض عن قصر مسجد سعد وتم ترميمه بشكل مبدئي وكان ذلك في عام 1400هـ، وفي عام 1403هـ رفعت الأنقاض عن قصر سلوى، وبيت المال، وقصر سعد وحمام الطريف وقصر ثنيان وأسوار حي الطريف وأبراجه، وذلك بعد تسجيل وتوثيق وإعداد المواصفات. وفي عام 1405هـ بدأت مرحلة أخرى من الترميم فتم تسجيل وتوثيق ورفع الأنقاض وإعداد المخططات الخاصة بأسوار الدرعية وأبراجها القديمة، وامتداد قصر سلوى وقصر عبد الله بن سعود وحمام الطريف. وتزامن ذلك مع أعمال الترميم لقصر سعد بن سعود، وأسوار حي الطريف وأبراجه.

### قصر عمر بن سعود الكبير
يقع قصر عمر بن سعود الكبير في حي طريف بالدرعية، وقد أجريت الأبحاث الأثرية عن هذا القصر في النصف الأول من عام 1408هـ/1988م، وهدفت الأبحاث إلى تحديد أجزاء الدران والأعمدة التي أصبحت غير موجودة، بالإضافة إلى تحديد منسوب الأرضية لحجرات الدو الأرضي، وتحديد أبعاد الفناء الغربي، وكذلك بهدف التوصل إلى إجابات محددة لبعض المسائل الخاصة بالشكل النهائي للقصر.
كما أجريت أبحاث تجريبية هدفت إلى تحديد موقع صفوف الأعمدة بالفناء الرئيسي، إلى جانب الأعمدة التي تدعم السطح لمختلف الحجرات المحيطة به. وعقب الانتهاء من هذه الأعمال تم تنظيف الفناء والغرف برفع الأنقاض والرديم الحيطة بها بهدف الوصول إلى المنسوب الأساسي للأرضية.
وجدت في مواقع كثيرة من القصر (بؤر رماد) مما يدلل ويؤكد على الدمار الذي أحدثته النيران بالمباني خلال حصار الدرعية عام 1233هـ/1818م. ومما عثر عليه أيضًا أثناء عمليات الحفر : بعض القطع من شظايا قذيفة مدفع، وبعض المعثورات المعدنية مث: كوب لماء الشرب، ومدقة أو ما تسمى بـ (يد الهاون)، وصحن لمستحضرات تجميل، كماشة حديد، وحامل من الحديد لموقد خاص بحمل أواني طهي الطعام.
بني القصر حول فناء مربع الشكل على وجه التقريب ويتكون القصر من خمسة أضلاع وطابقين، ويقع المدخل الرئيسي في الركن الجنوبي الغربي . كما يفتح على غرفة واسعة وكبيرة كانت تستخدم كمجلس ويفصل بينها وبين المدخل جدار ساتر. ويتميز هذا المجلس بأنه الغرفة الوحيدة غير المستطيلة الشكل بالقصر؛ حيث إن له خمسة جدران تختلف في أطوالها.

### قصر سعد

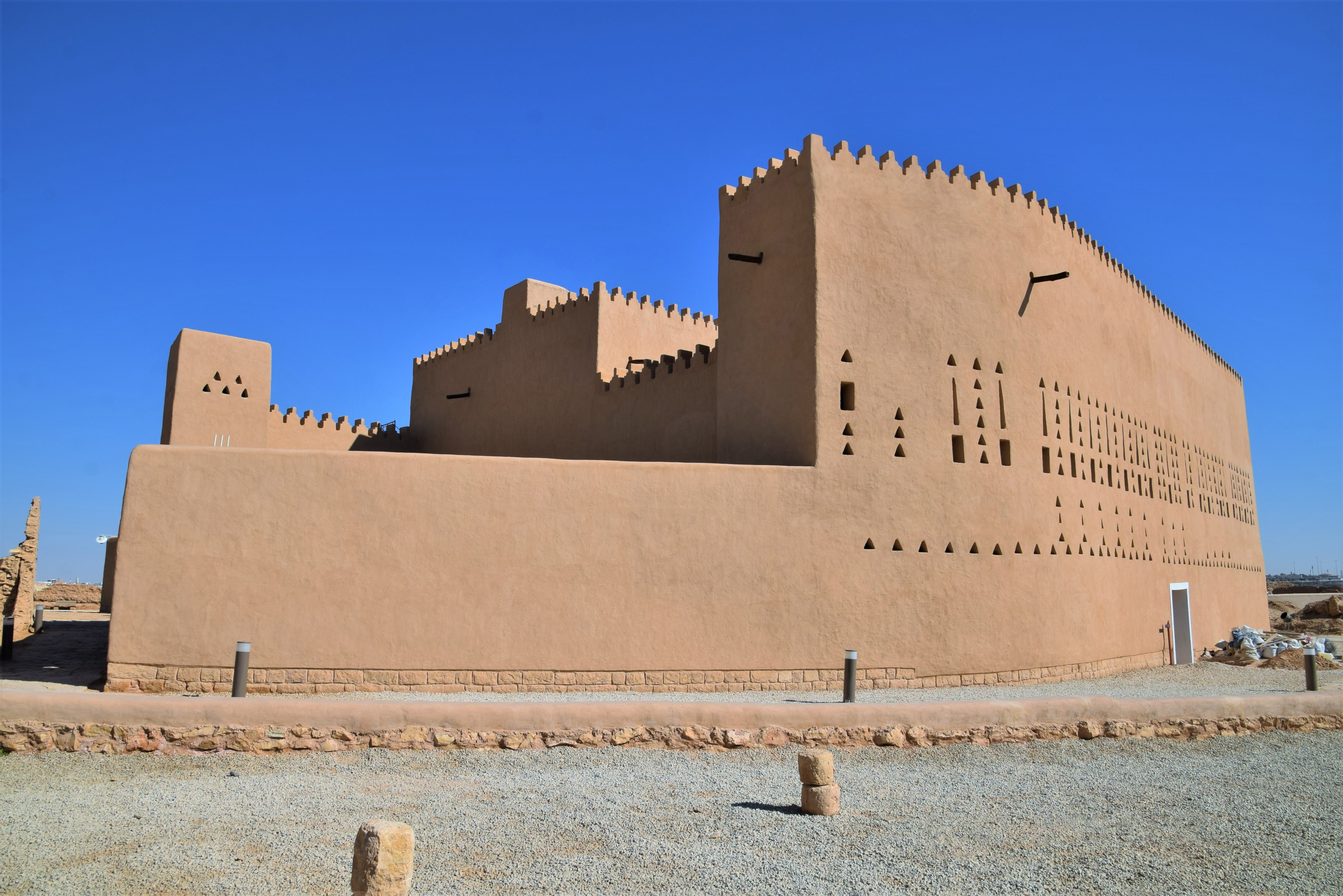
قصر الأمير سعد بن سعود بن عبد العزيز، أحد أبناء الإمام سعود الكبير بن عبد العزيز بن محمد آل سعود، ثالث أئمة الدولة السعودية الأولى

يعد هذا القصر أيضًا أحد القصور الواقعة في حي الطريف بالدرعية، وقد قامت إدارة الآثار بوزارة المعارف (وزارة التعليم الآن) بإعادة بنائه ووما سهل ذلك بقاء مكونات القصر وعناصره الرئيسية. ولما كان قصر سعد أنموذجًا حيًا لما كانت عليه قصور حي الطريف فيما يتصل بالتصميم، فإنه يشترك في نفس المميزات المعمارية مع قصر عمر بن سعود الكبير.
وقصر سعد كغيره من قصور حي الطريف، نجد أن جداره بني من الحوائط السميكة المبنية باللبن، أما أساساته فبنيت من الحجر الجيري.
والقصر عبارة عن بناء تقليدي مكون من طابقين حول فناء رئيسي مكشوف كذلك الطابق العلوي به رواق مكشوف وحوله الغرف.
ويقع مدخل القصر في منتصف الحائط الجنوبي، ويقع المجلس على يسار حجرة المدخل وهو من أهم غرف القصر؛ إذ خصص لاستقبال الضيوف من الرجال، وغطيت جدران المجلس بأشكال هندسية وفتحات مثلثة رأسية للإضاءة والتهوية. ويوجد بالجدار الغربي غرفتان: إحداهما صغيرة خصصت لحفظ الأسلحة والمستندات، بينما الغرفة الأخرى تؤدي إلى الخارج عن طريق سلم، والغرفة الثانية بمثابة باب خروج للزوار عبر البوابة الغربية للقصر. وتوجد نوافذ غائرة في الحائط تستخدم كحامل للسراج وغيره من الأدوات.
ويوجد في الفناء الرئيسي سلمين يؤديان إلى الطابق العلوي. وأحدهما يؤدي إلى السطح. يوجد في الطابق العلوي بعض الفرف غير المسقوفة وتستخدم في الصيف كمجالس للمقيمين في القصر. كما يوجد في قصر سعد من الناحية الغربية فناء خارجي يستخدم كمربط للجياد. وفي الجهة الشمالية من القصر بقايا مسجد كبير يطلق عليه مسجد سعد على الرغم من عدم وجود مدخل أو ممر مباشر من القصر إلى المسجد الذي يمكن الوصول إليه من الطريق العام في الجانب الشرقي.

### قصر سلوى
يقع قصر سلوى في (محلة سلوى) شمال شرق حي الطريف، ويحد القصر من الشمال وادي حنيفة، وشرقًا بيت المال، وغربًا مسجد الإمام محمد بن سعود المسمى بـ (مسجد الطريف)، وجنوبًا قصر الإمام عبد الله بن سعود، بالإضافة إلى قصور إخوته أبناء الإمام سعود الكبير. وتقع في الجهة الشمالية الغربية من القصر البئر التي كانت تزود سكان القصر بالماء.
يعد القصر من أكبر قصور الدرعية خاصة ومنطقة نجد وما جاورها عامة؛ إذ تفو مساحته 10 آلاف متر مربع، ويتكون من 7 وحدات معمارية، وتقدر تكلفة بنائه وفق مقاييس ذلك الزمن بـ 200 ألف ريال.
ومن الجدير بالذكر أن القصر لم يبنى بشكل كامل بل وضع أساسه على يد الأمير سعود بن مقرن أو أبيه الأمير محمد بن مقرن، وقيل على يد الإمام محمد بن سعود بن مقرن آل سعود فبنى الوحدة الأولى بقسميها إلى جانب المسجد الجامع واستكمال البئر، ومن ثم تمت توسعة القصر على يد الأئمة من بعده.

### مسجد وسبالة موضي
يقع المسجد والسبالة على الحافة الشرقية لإحدى المناطق السكنية الرئيسية في حي الطريف شرق قصر سلوى وجنوب بيت المال. ويصعب عمل مقارنة دقيقة بين المسجد والسبالة وبين المباني الأصلية المجاورة لهما من ناحية الحجم والنوع ؛ وذلك لأن معظم المباني السكنية المحيطة بهما مباني حديثة بنيت خلال القرن العشرين.
تتكون السبالة من طابقين ويحيط بها فناء مكشوف، وكانت تستعمل في إقامة وسكنى التجار الرحل القادمين إلى الدرعية، وكان هناك عدد من الأبواب في الجدار الشرقي على امتداد الطريق الضيق، وكانت عبارة عن محلات تجارية تقام بشكل مؤقت من أجل خدمة التجار الوافدين على الدرعية. وبالنسبة للضيوف ذو المكانة الذين كانوا يفدون إلى الدرعية، فقد كانوا يقيمون في استراحة الضيوف الملحقة بالبيت والمزودة بدورة مياه خاصة.
تتشابه السبالة من حيث التصميم مع مبنى الخان ؛ لذا فهي نسخة مطورة ومصغرة من الخان الذي كان يبنى على مسار طرق القوافل، كمت تقوم السبالة مقام الخان في الوقت نفسه، وكانت تضم المسجد والمجلس وغرف النوم وغرف الطعام وغرف التخزين والمطابخ وجميعها كانت تقع في الطابق الأرضي، بالإضافة إلى اسطبلات لإيواء وإطعام دواب ومواشي أصحاب القوافل التجارية المتنقلة، وكانت السبالة أو الخان تقع في مواقع متفرقة تفصل بينها مسافات تقدر بمسيرة يوم واحد بأكمله.
أما المسجد، فقد كان ملحقًا بالسبالة ولا يعد كباقي المساجد المخصصة لسكان حي الطريف ؛ لأن مساحته صغيرة وتتسع لعدد الزوار المقيمين في السبالة والسكان المجاورين لها.

### الأسوار والأبراج
تتألف الدرعية من مجموعة من الأحياء، ويحيط بكل منها قديمًا سورًا، ويعتبر كل حي منها مستقل بذاته، وقد أقيمت داخل الأحياء المنازل والمساجد ودور العلم والتي كانت محاطة من كل الجهات بالنخيل. أما الحدود الخارجية للدرعية، فكانت تحيط بها الشعاب والمرتفعات والتلال، وشكلت هذه التضاريس الطبيعية حصونًا طبيعية حول الدرعية التي بنى أهلها فوق تلك الحصون الطبيعية حصونًا حربية من الأسوار والأبراج.
وعند تتبع سور الدرعية الحصين، فإنه يبدأ من أعلى جبل القرين من الناحية الجنوبية بالاتجاه نحو الجهة الشمالية الشرقية فوق الجبل يلاحظ ضخامة السور وأنه بني من الحجارة والطين بسمك ضخم يتراوح بين 1 -4 متر، كما يلاحظ أن السور يتخلله بعض الأبراج والقلاع ضخمة على أبعاد تتراوح ما بين 80 - 200 متر، وتم استخدام الحجارة والطين أيضًا في بناء تلك الأبراج والقلاع، كما يلاحظ وجود فتحات ومنافذ لاستخدام المدافع والبنادق عبرها، وهي منتشرة على الأسوار والأبراج. بالإضافة إلى وجود فتحات خاصة بالمراقبة؛ لكشف حركات العدو خارج الأسوار. وبالعودة إلى تتبع السور، فإنه يعترضه شعب قريرة (وتقع في هذا الشعب المقبرة العامة في الدرعية إلى جانب قبور الأئمة من آل سعود وأعيان الدرعية كآل الشيخ وغيرهم)، ويظهر للناظر إلى السور من الجهة الشرقية حصن ؛ لحماية هذا الشعب ويقع الحصن على قرابة 300 متر عن مسار السور، ويمتد السور باتجاه الشمال بعدما يقطع شعب قريرة مارًا بشكل موازي لحي السهل، ثم يقطع شعب الشعيبة (المقبرة الحالية للدرعية) يرتفع بعد ذلك إلى رأس ضلع واقع بين قرى عمران (حي الرفايع)، وتوجد حصون في تلك المنطقة وهي متقابلة وتقع على الجهة الشمالية والجنوبية؛ لحماية الوادي ، وبعدها يقطع السور شعب قليقل ويمتد شمالاً بمحاذاة حي غصيبة والسلماني إلى أن يصل قرى قصير التي استخدمت مقرًا لمعسكر إبراهيم باشا ابن والي مصر محمد علي باشا التابع للدولة العثمانية. ومن الملاحظ أن السور امتد منه جناحان بهما حصون ومعاقل تقع أعلى الجبل المطل على الشعب، وقد استخدمت لحماية هذا الشعب.
ويستمر السور موازيًا لهذا الوادي متجهًا إلى الشمال حتى يضصل منطقة سمحة في أعلى الدرعية ينعطف بعدها في اتجاه الغرب قاطعًا وادي حنيفة وبمحاذاة لشعب الحريقة، ويتجه في طريق العودة يسارًا ليمر بقصر الأمير ناصر بن سعود بن عبد العزيز والذي يعرف بقصر (الفياض)، بعدها يمر السور بأسفل شعب غبيراء وشعب جرار ثم يرتفع إلى الجبل وفي هذه الأثناء تكون أم السلى والجابريه على يساره وهو يقطع شعب البليدة متجهًا إلى الجنوب ويكون شعب كتكه يساره ومتجاوزًا شعب السويدية حيث حي الطريف يساره قاطعًا لشعب صفار ويسنكمل مساره حتى أعلى الجبل الذي بينه وبين وادي حنيفة الذي يقطعه أيضًا وهو متجه إلى أسفل المليبيد، وبعد ذلك يعلو الجبل الجنوبي ويسير باتجاه الشرق إلى أن يلتقي بأعلى جبل القريب الذي يشكل نقطة بداية السور ونهايته في الوقت نفسه.
كما يلاحظ أن هناك أسوار قاطعة ورابطة في الوقت ذاته بين أجزاء السور الرئيسي منها سور ينزل من ظهرة ناظرة مايلي قلعة شديد اللوح مارًا بجنوب نخل السلماني فوادي حنيفة خارجًا عن نخل أم السلا صاعدًا جبلها حتى يلتقي بالسور المقابل.
كما توجد أيضًا قلاع وحصون وأبراج موزعة في جميع أنحاء الدرعية وخصوصًا عند الأماكن الحيوية أو الاستراتيجية، ومنها: القصور المزودة بالأبراج مثل قصر البليدة وبرجه، وقصر ابن طوق في السريحة، بالإضافة إلى الحصون المتصلة بالسور العام أو الرئيس المحيط بالدرعية مثل: الرفايع وحصن شديد اللوح في ظهرة ناظرة، وحصن سمحة وحصون قرى قصير والبرج الكبير، وحصون العويسية والمليبيد، وحصون شمال الطريف.
ويلاحظ وجود أحياء واضحة المعالم تحيط بها الأسوار ومنها على سبيل المثال:
- حي آل دغيثر: ويقع على الهضبة المثلثة المطلة على حي قليقل من جهة وعلى وادي حنيفة من جهة أخرى، ويحيط بحي آل دغيثر سور ضخم جدًا من الجانب الشمالي الشرقي وللسور باب يقع في منتصفه.
- حي زهرة سمحان: ويحاط هذا الحي بسور مستقل وله حصون قوية، ويلاحظ أن هذا الحي منفصل عن بقية أحياء الدرعية.
- حي الطريف: وهو حي يحيط به سور في غاية الضخامة مزود بحصون وأبواب وبه منازل آ ل سعود.[56]
- حي الرقية: يحيط بهذا الحي سور يعد من أقدم الأسوار التي أقيمت حول مزارع بلدة الدرعية؛ لحمايتها من غارات البادية، والسور مبني على قاعدات حجرية يرتفع عليها جدارين خارجيين من الحجر تم ملء الفراغ الواقع بينهما بخليط من الحجر والطين ويقل السمك كلما زاد السور في الارتفاع.[57]

أما عن الحصون في الدرعية فقد بنيت لأهداف حربية دفاعية ساهمت في الدفاع عن الدرعية ورد هجمات أعدائها، ومن أشهر حصون الدرعية وأبراجها الآتي:
- برج البريكي:

يعد من أكبر أبراج بلدة الدرعية القديمة، بُني بشكل مخروطي على أساسات من الحجر بطريقة جيدة وهو مليس من الخارج بالطين، وله 7 فتحات مستطيلة للمراقبة والرماية، وترتفع أرضيته الداخلية عن سطح الهضبة. ويتسع هذا البرج من الداخل لأكثر من مدفع.
- برج سمحة:

يطل هذا البرج على وادي حنيفة ويقع في شمال غرب بلدة الدرعية القديمة، وقد بني من الحجر بشكل مخروطي، وللبرج سلم داخلي يصل للسطح الذي استخدم في المراقبة والرماية عبر الفتحات، كما أن مبنى البرج يتسع لأكثر من مدفع من الداخل، ويحوي البرج قبو (سرداب) لتخزين الذخيرة.
- برج السهبيلة:

يقع هذا البرج في الجهة الشمالية الشرقية من سور سمحة خارج حدود بلدة الدرعية القديمة، وقد بني لمراقبة الطرق، ويوجد أمامه ميدان فسيح مكسوف لمراقبة الأعداء وتتبع تحركاتهم. والبرج مصمت من الداخل وجداره الخارجي مبني من الحجر الجيري بارتفاع 7,82 متر.
- برج الرأس:

يقع في الجهة الجنوبية من برج سمحة، بني من الحجارة بشكل دائري مصمت من الداخل مكسو بالحجر من الخارج، ويظهر البرج من جهة الوادي والسور الذي يمتد شمالاً حتى برج سمحة، وقد استخدم هذا البرج للمراقبة والرماية من أعلاه.
- برج سهلة

يقع في الجهة الشمالية الغربية من بلدة الدرعية القديمة وإلى جهة الغرب من وداي حنيفة، بني البرج من الحجر بشكل مخروطي على محور السور، وتوجد في البرح 16 فتحة رماية موزعة في جداره الخارجي.
- برج المعاينية:

بني البرج من الحجر المنحوت وطوب اللبن على شكل مربع طول ضلعه الخارجي 2 متر ويشكل السور ضلعه الداخلي ويحوي فتحة المدخل، وقد استخدم البرج للمراقبة والرماية عبر الفتحات التي كانت موجودة في الأضلاع الثلاثة الخارجية. ويعد البرج دعامة قوية للسور.
- برج الكليبة

تتخذ قاعدة البرج الشكل المربع ويبلغ طول ضلعها الخارجي 5 أمتار، وقد بنيت القاعدة من الحجر غير المنتظم، ويشكل السور الضلع الداخلي للبرج، أما البرج من الداخل فقد ردم بالأحجار والطين حتى نهاية ارتفاع السور، ويعلو البرج جدار من الطين به فتحات للمراقبة والرماية.
- برج إبراهيم بن سعود

يقع بالقرب منه سور جانبه الداخلي ملاصق للبرج الذي بني على أساسات حجرية غير منتظمة، ويتراوح سمك السور بين 2 -2,5 متر، وقد أثّرت العوامل الجوية في جدار السور الداخلي.
- برج العبقري:

يقع البرج في الجهة الوسطى من مزارع الوادي، وقد بني بشكل شبه دائري، كما بنيت قاعدته من الحجر غير المنتظم وبنيت جدرانه من طوب اللبن وغطيت باللياسة الطينية من الداخل والخارج، ويلاحظ على هذا البرج عدم وجود فتحات رماية.
- البرج الواقع على هضبة قرى عمران

يتخذ مبنى البرج الشكل الدائري، وقد بُنِي على قاعدة حجرية طينية بارتفاع 1,5 متر، وكان يعلو القاعدة برج مصمت للمراقبة. وصمدت القاعدة في وجه العوامل الجوية ولكن البرج تهدم بفعلها.
- برج العلاجية:

يطل برج العلاجية على هضبة جبل القرين، وقد بُني البرج على محور السور الذي يمتد من شمال البرج إلى جنوبه. أما تصميم البرج، فهو مصمت من الداخل ومكسو بالأحجار المنحوتة وتوجد به فتحات الرماية وفتحة تصريف مياه المطر.
- حصن الغذاونة:

بنى هذا الحصن الأمير عبد العزيز بن محمد آل سعود؛ حتى يكون قاعدة حربية لينطلق فيها للحرب ضد دهام بن دواس في الرياض.
- برج سعود:

يقع خارج أسوار بلدة الدرعية القديمة، وقد هدم البرج؛ لتنفيذ شبكة الطرق الحديثة، وأعيد بناؤه بالقرب من موقعه الأصلي.

### حمام الطريف وملحقاته
يقع الحمام في الجهة الجنوبية من حي الطريف بالدرعية، ويطل على شعيب صغير (وكان هذ الشعيب الصغير مصدرًا للأحجار والطمي التي استعملت في بناء أعمدة وجدران قصور ومباني حي الطريف)، وفي الشعيب نفسه توجد بئر ذات فوهة بيضاوية وكانت تزود الحمام وملحقاته بالمياه التي يتم تحميلها على ظهور الدواب عبر طريق ممهد في الصخر الطبيعي في الجانب الشمالي للهضبة ويوصل لباب الحمام الغربي. وصرفت مياه الحمام عبر قنوات حفرت في جوانب الصخر، ومما ساعد على جريان المياه عبر الصخور الانحدار الطبيعي لأرضية مباني الحمام وملحقاته؛ إذ تنحدر من الشمال إلى الجنوب.
يتقدم مباني الحمام وملحقاته فناء كبير ذي مسطح مكشوف تبلغ مساحته قرابة 1000 متر مربع، ويحيط بهذا الفناء سور كبير يبلغ ارتفاعه 4 متر، ويقع الباب الرئيس للفناء في الجهة الشرقية من الجدار الشمالي، ويؤدي هذا الباب إلى المدخل الرئيس المشترك للحمام وملحقاته، وبالقرب من هذا المدخل تقع حجرة الاستقبال الرئيسية للحمام وتتميز بكبر مساحتها وكان يتواجد بها المشرف على الحمام، وهذه الغرفة محاطة من جهاتها الأربعة بالمصاطب المليسة بالجص، وهذه الغرفة بمثابة الحجرة الباردة وهي أول ما يستقبل زائر الحمام، أما المصاطب المحيطة بها فتستخدم للراحة والاسترخاء لمدة طويلة أو للجلوس والسمر والمناقشة في شؤون الحياة المختلفة ويتخلل ذلك تناول المشروبات. وفي الركن الشمالي الغربي من الغرفة الباردة حوض ماء بارد (كان يستخدم للوضوء وغيره) وفي أسفل الحوض فتحة مستديرة لتصريف المياه. كما يوجد في الجدار الجنوبي للغرفة الباردة أربع طاقات (غير نافذة) اثنتان منها بأعتاب أفقية، واثنتان بعقد مدبب، كان بها رفوف لترك المقتنيات الثمينة قبل الانتقال إلى الغرفة الدافئة التي تحتوي على شباكان صغيران في كل من الجدارين الشمالي والغربي، ويعلوها مجموعة من المثلثات في صفوف أفقية وبعضها في صفوف رأسية، وبعضها مجموعات هرمية في أشكال هندسية متميزة، واستعملت هذه الشبابيك لأغراض التهوية والإنارة، وقد أضفت عناصر الزخرفة الموجودة على الشبابيك جمالاً على الغرفة مما جعلها أكثر ملائمة للغرض الذي أقيمت من أجله، ويوجد في وسط الحجرة عمودان إلى جانب عمود جدار ثالث في وسط الجدار الشرقي للغرفة، وجميع محاور الأعمدة على خط مستقيم واحد، وتتكون الأعمدة الثلاثة من خرزات حجرية اسطوانية الشكل، ويبلغ ارتفاع جدران هذه الحجرة 2 متر، وقد تم تلييس هذه الجدران مع الأرضية بلياسة جيرية مما يدل على الاهتمام الدقيق بتفاصيل بناء هذه الحجرة وأهميتها بين وحدات الحمام الأخرى.
وفي الجدار الغربي للحجرة باب يؤدي إلى ممر ذي أرضية منخفضة بثلاث درجات عن أرضية الحجرة الباردة، ويقود الممر نفسه إلى الحجرة الدافئة ذي الأرضية المنخفضة عن أرضية الممر بدرجتي سلم، وتعد هذه الحجرة بمثابة غرفة تبديل الملابس، وتتخذ هذه الغرفة الشكل المربع على وجه التقريب، وبني على جدرانها الشمالية والجنوبية والغربية مصاطب تستخدم للجلوس أو الراحة أو الاسترخاء أو للتحدث والسمر، ويعلة المصطبة بالجهة الغربية سلم من 3 درجات يقود إلى مكان منعزل لخلع الملابس، ويوجد في وسط الحجرة عمودان مكونان من خرزات حجرية، ويلاحظ أن جدران الحجرة ومصاطبها مليسة بلياسة طينية تعلوها لياسة جيرية.
وينتقل المستحم بعد ذلك عبر الممر الدافئ (ويبلغ عرض هذا الممر 1,20 متر، وهو منكسر على شكل زاوية قائمة وسقفه أكثر انخفاضًا من سقف الغرفة الدافئة)، ليصل المستحم إلى الغرفة الساخنة وهي أهم جزء من أجزاء الحمام؛ إذ يتم فيها الاستحمام والعلاج الطبيعي والتعرض للبخار، وتتميز الغرفة الساخنة في حمام الطريف بأنها مربعة الشكل وجدرانها سميكة تحمل في بداية أركانها المربعة بداية مثلثات كروية ليتحول المربع إلى مثمن تمهيدًا لإقامة مباني القبة المستديرة عليه. وقد بنيت جدران الغرفة الساخنة بشكل سميك ومن الحجر؛ كي تتمكن من حمل مباني القبة التي تعلوها. وتوجد خارج الغرفة الساخنة المواقد المبنية من الأجر (الطوب المحروق) بمونة الجص بإتقان وفن، وتنخفض أرضية المواقد عن أرضية الغرفة الساخنة بقرابة 1, 20 متر، ويلاحظ أن المواقد قد سقفت بقبة من الأجر الذي يعد من المواد المستعملة بشكل قليل جدًا في مباني المنطقة الوسطى بشبه الجزيرة العربية. ويعلو مواقد الغرفة الساخنة مغطس ترتفع جدرانه الأساسية عن أرضية الغرفة الساخنة بأكثر من متر واحد، وكان الهدف من بناء المغطس كحوض للاستحمام بجوانب ترتفع نصف متر فقط، ثم استُكمل ارتفاع جوانب الحوض ليكون مغطسًا للاستحمام. كما يوجد في الركن الشمالي للغرفة حوض ذي جدران مرتفعة عن أرضية الحجرة بمقدار 0.30 متر، وغطيت جدران ذلك الحوض وأرضيته بمونة جيرية مصقولة وقليلة المسام، ويوجد في أعلى الحوض ماسورة لإيصال المياه الباردة لحوض من الحجر المنحوت مثبت داخل الجدران من الخزان الرئيسي مباشرة.
ويوجد خارج الحجرة - خلف جدارها الشمالي مباشرة - خزان مياه تمتد منه ماسورتان من الفخار، الأولى تغذي خزان المياه البارد في الركن الشمالي الغربي للحجرة الساخنة، والماسورة الثانية تمتد في وسط الجدار الغربي للحجرة حتى نهايته ثم تنحني باتجاه الشرق لتصب المياه في خزان بين حوض الاستحمام (المغطس) وبين موضع النار. كما توجد ماسورة ثالثة من الفخار تمتد بالجدار الغربي أسفل الماسورة الثانية وتنتهي الماسورة الثالثة عند فتحة باب الموقد، ووظيفة هذه الفتحة دفع الهواء اللازم لاشعال النار ودفع الهواء الساخن الذي يمر في الانفاق التي تقع في أسفل أرضية الغرفة الساخنة والتي تتصل ببعضها وفي نهايتها يندفع الهواء الساخن باتجاه الأعلى عبر ماسورة رابعة رأسية والتي تقع في الركن الشمالي الشرقي للحجرة.
وبعد الانتهاء من الاستحمام وما يتبعه من عمليات التدليك، يغادر المستحم الغرفة الساخنة متجهًا إلى الغرفة الدافئة؛ ليرتدي ملابسه ويستريح بها فترة قصيرة أو طويلة حسب رغبته وتأقلم جسمه مع حرارة الغرفة الدافئة، ثم يغادر الغرفة الدافئة متجهًا إلى الغرفة الباردة (غرفة الاستقبال الرئيسية) ويبقى فيها حتى يستكمل راحته ويتأقلم مع الجو الخارجي وفي هذه الأثناء يمكنه تناول بعض المشروبات وتجاذب أطراف الحديث مع المتواجدين بالمكان نفسه إلى أن يحين وقت مغادرته.
أما الفناء المكشوف الذي تزيد مساحته عن 200 متر مربع، فإنه يقع في الجهة الشمالية من الغرفة الساخنة، ويقع إلى الجنوب من هذا الفناء خزان المياه الرئيسي الذي ذُكر سلفًا، وإلى الشرق من الفناء حوضان الأول خصص لمياه شرب الماشية، والثاني خصص لعلف الحيوانات. وكان يوجد حوض صغير مبني من الحجر أسفل الجانب الغربي لخزان المياه الرئيسي وخصص هذا الحوض الصغير لغسيل الملابس والفوط والمناشف للمترددين على الحمام، ويتم التخلص من مياه الغسيل عبر قناة منحدرة على شكل نصف دائرة باتجاه الجدار الجنوبي المطل على الوادي، وعبر فتحة المزراب تسيل المياه إلى الوادي.

## التعليم
في الماضي كان التعليم في الدرعية يتم في الزوايا والكتاتيب لتعليم مبادئ القراءة والكتابة وكانت تهتم بتحفيظ القرآن الكريم خصوصًا. وبمرور الوقت اندثرت كل هذه الأشياء، وحلت محلها المدارس والجامعات والمراكز التعليمية. أول مدرسة افتتحت 1368 هـ في مدينة الدرعية هي مدرسة الإمام محمد بن سعود. ومن بعد هذا توالى افتتاح المدارس حتى بلغ عددها حوالي 60 مدرسة لمدارس التعليم العام. كما يتوفر في الدرعية كلية المعرفة لبرامج البكالوريوس في ثلاث كليات، لتخصصات: الطب، والصيدلة، والتمريض، والرعاية التنفسية، والخدمات الطبية الطارئة، ونظم المعلومات.

## الثقافة

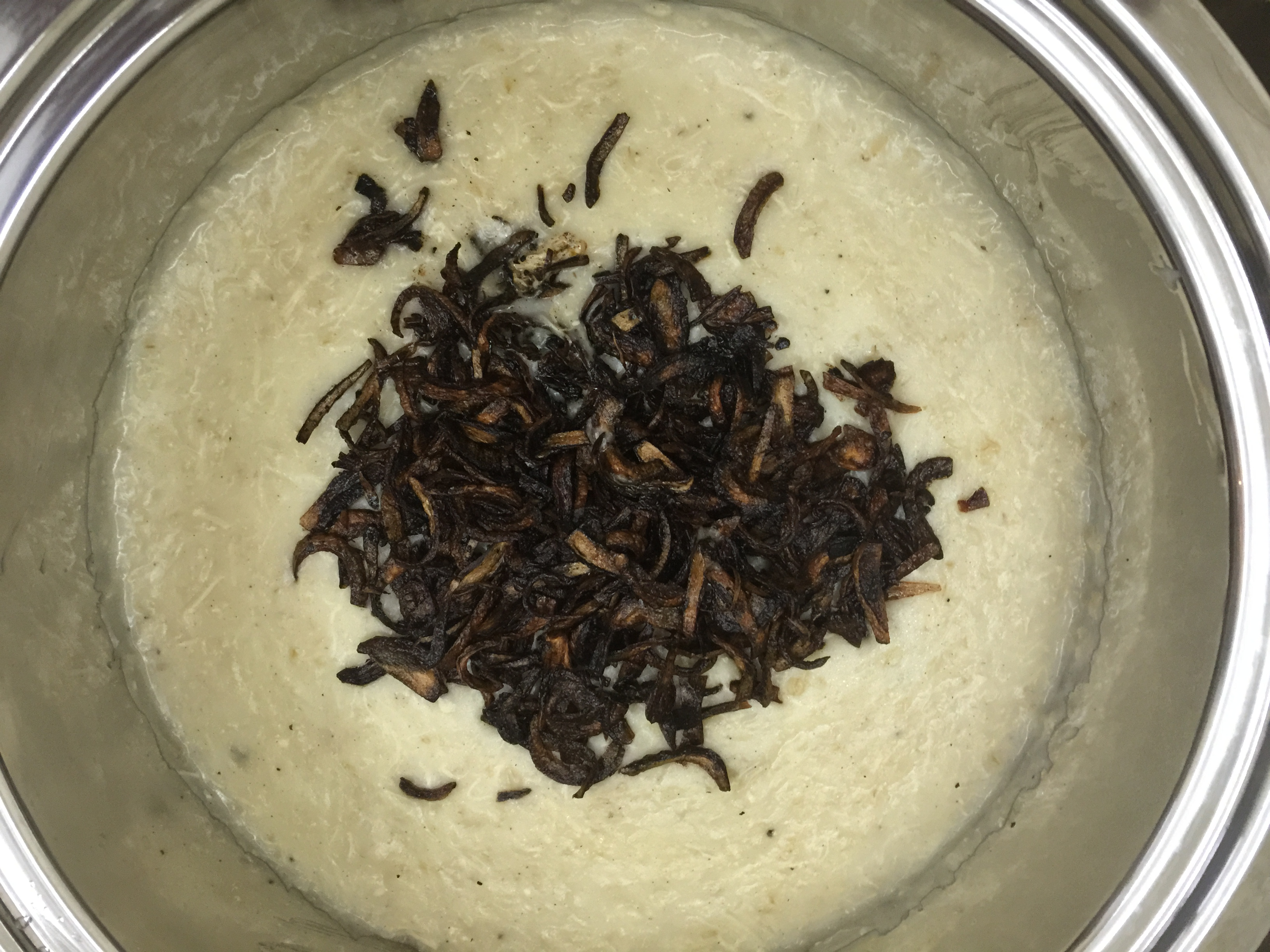
طبق الجريش.

### الحياة الاجتماعية
الزي الرسمي لسكان مدينة الدرعية هو نفسه الزي السعودي الرسمي، الخاص بالرجال عبارة عن قميص طويل مصنوع من القطن أو الصوف ويسمى الثوب، بالإضافة إلى الشماغ وهو عبارة عن قطعة قماش مصنوعة من القطن ومخططة بالأحمر ويثبت على الرأس بالعقال الأسود، إلى جانب الغترة وهي عبارة عن قطعة قماش بيضاء مصنوعة من القطن الخفيف. أما بالنسبة للزي التقليدي المخصص للنساء عمومًا فهو عبارة عن غطاء أسود ساتر للجسم ويسمى العباية بالإضافة إلى غطاء الرأس الطرحة والنقاب. يمنع في مدينة الدرعية خصوصًا في السعودية عمومًا أكل لحم الخنزير وشرب الخمور بكافة أنواعها، وتعد القهوة العربية من أهم تقاليد المجتمع السعودي عمومًا وإحدى أهم مظاهر الضيافة، التقليد العربي القديم في الكرم مازال قائما حتى يومنا هذا من قاطني المدينة والبدو.

### المطبخ
تعتمد كل منطقة في المملكة العربية السعودية في تجهيز مأكولاتها على ما يتوافر في بيئتها المحلية من مكونات، من أبرز الأطباق المشهورة في مدينة الرياض خصوصًا وما يحيط بها من المدن عمومًا: القرصان، والقبابيط، والمراصيع، والصبيب، والمرقوق، والدخن، جريش، المحلى (عصيدة)، والمفروك، والحنيني، والحميس (مرق)، ومن الأطباق الحديثة حيث لم يكن يتوفر سوى القمح، الكبسة والمندي، والمضغوط، رز البخاري، الرز الشعبي، رز البشاور. وساهم وجود الوافدين في المدينة بإضافة عدد من الأطباق إلى المطبخ السعودي، كما ساهم عدد من المطاعم بإدخال بعض الأطباق من المطابخ العربية الأخرى والآسيوية إلى أصناف المأكولات الشعبية السعودية. بالإضافة إلى ذلك، تنتشر العديد من المطاعم والمقاهي الغربية والشرقية في المدينة.

شعار نادي الدرعية.

### المتاحف
يوجد في مدينة الدرعية عدد من المتاحف التابعة للجهات الرسمية والجهات الخاصة والمجموعات، وأشهر متاحف الدرعية «متحف قصر سلوى» ويهدف إلى التعريف بتاريخ الدولة السعودية الأولى (مقر الحكم آنذاك). ومن متاحف الدرعية: «متحف الخيل العربية»، «متحف الحياة الاجتماعية»، و«المتحف الحربي».

### الرياضة
يتوفر في الدرعية منشآت رياضية لعدة رياضات شعبية مثل كرة القدم، وكرة السلة، والسباحة، والتنس، وتنس الطاولة والفروسية. وأقدم أندية المحافظة نادي الدرعية حيث تأسس في 1976م. ويضم النادي 5 ألعاب: كرة قدم، كرة طائرة، تنس طاولة، تنس أرضي، وجودو. واستضافت الدرعية لأول مرة في السعودية الموسم الخامس لبطولة سباق الفورمولا إي "ABB FIA Formula E" للسيارات الكهربائية الأول من نوعه في ديسمبر 2018، لمدة 3 أيام تحت إشراف الهيئة العامة للرياضة، وشمل السباق عروض رياضية وفنية واستضافة فنانين ومطربين عالميين.

## عاصمة الثقافة العربية
أعلنت المنظمة العربية للتربية والثقافة والعلوم (الألكسو) في 20 ديسمبر 2021 اختيار «الدرعية» العاصمة العربية للثقافة للعام 2030، لتصبح ثاني مدينة سعودية يتم اختيارها بعد الرياض في عام 2000م.
ويتضمن اختيار «الدرعية» عاصمة للثقافة العربية في 2030م، تنظيم العديد من الفعاليات التي تشمل كل عناصر الثقافة، وورش العمل الفنّية والعروض الخاصّة بالمسرح والسينما، والمهرجانات والمسابقات والأسابيع الثقافية، وتبادل الوفود والفرق الفنّية، وتأهيل المؤسسات الثقافية الموجودة وتطوير أدائها، ورعاية الإبداع وتشجيع المبدعين ودعم المثقفين وتنشيط السّاحة الثقافية.